# Buffy the Vampire Slayer (jeu de rôle)
Buffy the Vampire Slayer est un jeu de rôle sorti en 2002 et édité par Eden Studios ; il est motorisé par la version Cinematic de son système Unisystem et n'est disponible qu'en anglais.

## Univers
Le jeu est basé sur l'univers de la série télévisée Buffy contre les vampires, et permet de prolonger les aventures du « Scooby gang » ou de créer d'autres personnages pour un autre lieu mais toujours dans cet univers.

## Système de jeu
Les personnages créés sont basés sur six caractéristiques (force, dextérité, constitution, intelligence, perception et volonté), une vingtaine de capacités (kung-fu, conduite, langues, arts, etc.) ainsi que des qualités et des défauts. Le jeu se joue à l'aide d'une feuille de personnage et d'un dé à 10 faces. Comme dans tout jeu de rôle papier, le meneur du jeu, appelé ici réalisateur, élabore et dirige l'histoire (ou scénario) et les personnages/joueurs interagissent avec elle.
Une particularité de ce jeu est que les personnages joueurs d’un même groupe peuvent avoir des niveaux très différents, à l’instar de Buffy qui est considérablement plus puissante que les autres membres du « Scooby gang ». Ce déséquilibre est en partie compensé par un système de points à dépenser qui permet notamment de réussir des actions qui auraient normalement échoué dans le système de jeu principal.